# Campeonato Asiático de Atletismo em Pista Coberta de 2004
A 1ª edição do Campeonato Asiático de Atletismo em Pista Coberta foi o evento esportivo inaugural organizado pela Associação Asiática de Atletismo (AAA) no Aftab Enghelab Complex, na cidade de Teerã no Irão entre 6 e 8 de fevereiro de 2004. Foram disputados 30 provas no campeonato, no qual participaram 23 nacionalidades. 

## Medalhistas
Masculino
| Evento                   | Ouro                                                              | Ouro     | Prata                            | Prata    | Bronze                          | Bronze   |
| 60 m                     | Abdolghaffar Saghar Irão                                          | 6.76     | To Wai Lok · Hong Kong           | 6.78     | Shen Yunbao · China             | 6.79     |
| 200 m                    | Tomoyuki Arai · Japão                                             | 21.56    | Liu Haitao · China               | 21.63    | Adel Mohammed · Bahrein         | 21.87    |
| 400 m                    | Mohammad Akefian Irão                                             | 48.71    | Edvard Mangasar Irão             | 48.76    | Esmaeil Kaboutaran Irão         | 49.32    |
| 800 m                    | Rashid Ramzi · Bahrein                                            | 1:48.03  | Sajjad Moradi Irão               | 1:48.48  | Yusuf Saad Kamel · Bahrein      | 1:48.89  |
| 1500 m                   | Rashid Ramzi · Bahrein                                            | 3:55.73  | Sajjad Moradi Irão               | 3:56.00  | Ehsan Mohajer Shojaei Irão      | 3:56.06  |
| 3000 m                   | Mushir Salem Jawher · Bahrein                                     | 8:11.90  | Wu Wen-chien · Taipé Chinesa     | 8:24.39  | Omid Mehrabi Irão               | 8:33.00  |
| 60 m com barreiras       | Wu Youjia · China                                                 | 7.77     | Rouhollah Askari Irão            | 7.82     | Mohd Robani Hassan · Malásia    | 8.03     |
| Marcha atlética 5 km     | Amir Kheirgoo Irão                                                | 22:12.27 | Ebrahim Rahimian Irão            | 22:19.56 | Sitaram Basat · Índia           | 22:22.92 |
| Revezamento 4x400 m      | Irão Edvard Mangasar Iraj Iri Mohammad Akefian Esmaeil Kaboutaran | 3:16.99  | Índia                            | 3:19.91  | Bahrein                         | 3:22.21  |
| Salto em altura          | Yuriy Pakhlyayev · Cazaquistão                                    | 2.23     | Zheng Ting · China               | 2.19     | Shuhei Manabe · Japão           | 2.15     |
| Salto com vara           | Zhang Hongwei · China                                             | 5.40     | Eshagh Ghaffari Irão             | 5.00     | Mohsen Rabbani Irão             | 5.00     |
| Salto em distância       | Mohammed Al-Khuwalidi · Arábia Saudita                            | 7.94     | Ahmed Al-Dosari · Arábia Saudita | 7.76     | Cai Peng · China                | 7.58     |
| Salto triplo             | Zhu Shujing · China                                               | 16.57    | Mohammad Hazzory Síria           | 16.42    | Denis Saurambayev · Cazaquistão | 16.17    |
| Arremesso de peso (6 kg) | Amin Nikfar Irão                                                  | 18.33    | Ali Rahmani Irão                 | 18.30    | Wang Zhiyong · China            | 17.93    |
| Heptatlo                 | Pavel Dubitskiy · Cazaquistão                                     | 5570 pts | Ahmad Hosseini Irão              | 5387 pts | Rifat Artikov · Uzbequistão     | 5299 pts |

Feminino
| Evento                   | Ouro                                                            | Ouro     | Prata                                                                     | Prata    | Bronze                          | Bronze   |
| 60 m                     | Zou Yingting · China                                            | 7.41     | Roqaya Al-Gassra · Bahrein                                                | 7.48     | Saori Kitakaze · Japão          | 7.52     |
| 200 m                    | Xie Rong · China                                                | 23.91    | Roqaya Al-Gassra · Bahrein                                                | 24.18    | Asami Tanno · Japão             | 24.99    |
| 400 m                    | Tatyana Roslanova · Cazaquistão                                 | 54.46    | Roqaya Al-Gassra · Bahrein                                                | 55.29    | Pinki Pramanik · Índia          | 55.64    |
| 800 m                    | Miki Nishimura · Japão                                          | 2:10.04  | Liu Qing · China                                                          | 2:14.43  | Pinki Pramanik · Índia          | 2:15.06  |
| 1500 m                   | Xie Sainan · China                                              | 4:29.43  | Svetlana Lukasheva · Cazaquistão                                          | 4:36.94  | Leila Ebrahimi Irão             | 4:49.35  |
| 3000 m                   | Svetlana Lukasheva · Cazaquistão                                | 10:10.05 | Leila Ebrahimi Irão                                                       | 10:23.25 | Elham Zanbouri Irão             | 11:08.20 |
| 60 m com barreiras       | Xu Jia · China                                                  | 8.34     | Tomoko Motegi · Japão                                                     | 8.48     | Padideh Bolourizadeh Irão       | 9.19     |
| Marcha atlética 3 km     | Jasmin Kaur · Índia                                             | 14:54.15 | Ameneh Safavi Irão                                                        | 17:09.44 | Homa Sheikhan Irão              | 17:47.55 |
| Revezamento 4x400 m      | Irão Zohreh Farjam Mina Pourseifi Hadis Shahrami Leila Ebrahimi | 4:00.48  | Irão Atefeh Shadman Nobahar Rezvan Somayyeh Mehraban Maedeh Chavoshizadeh | 4:03.41  | Nenhum premiado                 |          |
| Salto em altura          | Miyuki Aoyama · Japão                                           | 1.83     | Bobby Aloysius · Índia                                                    | 1.81     | Sahana Kumari · Índia           | 1.79     |
| Salto com vara           | Zhang Na · China                                                | 4.20     | Roslinda Samsu · Malásia                                                  | 4.00     | Chang Ko-hsin · Taipé Chinesa   | 3.95     |
| Salto em distância       | Xu Bei · China                                                  | 6.30     | Jetty C. Joseph · Índia                                                   | 5.98     | Wang Kuo-huei · Taipé Chinesa   | 5.95     |
| Salto triplo             | Xie Limei · China                                               | 13.39    | Svetlana Klimina · Uzbequistão                                            | 12.83    | Wang Kuo-huei · Taipé Chinesa   | 12.61    |
| Arremesso de peso (6 kg) | Zhang Xiaoyu · China                                            | 17.38    | Iolanta Ulyeva · Cazaquistão                                              | 16.78    | Olga Shukina · Uzbequistão      | 14.75    |
| Pentatlo                 | Yuki Nakata · Japão                                             | 3977 pts | Padideh Bolourizadeh Irão                                                 | 3528 pts | Svetlana Pessova Turquemenistão | 3287 pts |

## Quadro de medalhas
| Ordem | País           | Ouro | Prata | Bronze |    |
| 1     | China          | 11   | 3     | 3      | 17 |
| 2     | Irã            | 6    | 12    | 8      | 26 |
| 3     | Cazaquistão    | 4    | 2     | 1      | 7  |
| 4     | Japão          | 4    | 1     | 3      | 8  |
| 5     | Bahrein        | 3    | 3     | 3      | 9  |
| 6     | Índia          | 1    | 3     | 4      | 8  |
| 7     | Arábia Saudita | 1    | 1     | 0      | 2  |
| 8     | Taipé Chinesa  | 0    | 1     | 3      | 4  |
| 9     | Uzbequistão    | 0    | 1     | 2      | 3  |
| 10    | Malásia        | 0    | 1     | 1      | 2  |
| 11    | Hong Kong      | 0    | 1     | 0      | 1  |
| 11    | Síria          | 0    | 1     | 0      | 1  |
| 13    | Turquemenistão | 0    | 0     | 1      | 1  |
| Total | Total          | 30   | 30    | 29     | 89 |

## Participantes
Um total de 23 nações participaram da competição.
- Afeganistão
- Bahrein
- Bangladesh
- China
- Taipé Chinesa
- Hong Kong
- Índia
- Indonésia
- Irão
- Iraque
- Japão
- Cazaquistão
- Kuwait
- Quirguistão
- Malásia
- Maldivas
- Paquistão
- Palestina
- Arábia Saudita
- Singapura
- Síria
- Turquemenistão
- Uzbequistão

Legenda
| Recorde mundial       | Recorde mundial (World record)               |                       | Recorde africano                      | Recorde africano (African) |                                           | Q | Classificado por posição (Qualified) |
| Recorde do campeonato | Recorde do campeonato (Championship record)  | Recorde da América    | Recorde da América (Americas)         | q                          | Classificado por melhor tempo (Qualified) |   |                                      |
| Melhor marca do ano   | Melhor marca do ano (World leading)          | Recorde asiático      | Recorde asiático (Asian)              | DNS                        | Não largou (Did not start)                |   |                                      |
| Recorde nacional      | Recorde nacional (National record)           | Recorde europeu       | Recorde europeu (European)            | DNF                        | Não terminou (Did not finish)             |   |                                      |
| Recorde pessoal       | Recorde pessoal do atleta (Personal best)    | Recorde da Oceania    | Recorde da Oceania (Oceania)          | DSQ / DQ                   | Desclassificado (Disqualified)            |   |                                      |
| Recorde da temporada  | Recorde da temporada do atleta (Season best) | Recorde sul-americano | Recorde sul-americano (South America) | NM                         | Sem marca (No mark)                       |   |                                      |